# موتي مالكا
موتي مالكا (بالعبرية: מוטי מלכה‏) هو لاعب كرة قدم إسرائيلي في مركز الهجوم، ولد في 13 ديسمبر 1990 في نوف هجليل في إسرائيل. لعب مع مكابي نتانيا ونادي هبوعيل بئر السبع ونادي هبوعيل نوف هجليل.

## وصلات خارجية
- موتي مالكا على موقع قاعدة بيانات كرة القدم.إي يو (الإنجليزية)
- موتي مالكا على موقع Soccerway.com (الإنجليزية)